# Ketupa
A Ketupa a madarak osztályának bagolyalakúak (Strigiformes) rendjébe és a bagolyfélék (Strigidae) családjába tartozó nem.
Egyes rendszerbesorolások szerint a Bubo nembe tartoznak.
Az ide tartozó fajok halakra vadásznak.

## Rendszerezés
A nembe az alábbi 4 faj tartozik:
- óriás-halászbagoly (Ketupa blakistoni)
- barna halászbagoly (Ketupa zeylonensis)
- himalájai halászbagoly (Ketupa flavipes)
- szundai halászbagoly (Ketupa ketupu)